# جوایز حلقه نویسندگان سینمایی
جوایز حلقه نویسندگان سینمایی (اسپانیایی: Medallas del Círculo de Escritores Cinematográficos‎) که با نام‌های «جوایز س.ئه.س» و «مدال‌های س.ئه.س» هم شناخته می‌شود، جایزه‌ای است که برای ارج نهادن و قدردانی از هنرمندان، تکنسین‌ها و نویسندگان مرتبط با سینما و فیلم‌های سینمایی، (چه اسپانیایی و چه بین‌المللی) اهدا می‌شود. این جوایز در سال ۱۹۴۶ بنیان نهاده شد و تنها شامل یک مدال برنزی (بدون جایزهٔ نقدی) است و قدیمی‌ترین جایزهٔ سینمایی اسپانیا محسوب می‌شود. امروزه این جایزه در ۲۰ شاخهٔ مختلف اهدا می‌شود.